# Yves Miéville
Yves Miéville (8 dicembre 1983) è un allenatore di calcio ed ex calciatore svizzero, di ruolo difensore, tecnico del Collex-Bossy.

## Carriera
Milita nella squadra svizzera Étoile-Carouge Football Club.